# Eugyra malayanus
Eugyra malayanus är en sjöpungsart som beskrevs av C.S. Millar 1975. Eugyra malayanus ingår i släktet Eugyra och familjen kulsjöpungar. Inga underarter finns listade i Catalogue of Life.